# Fotboll i Grekland
Fotboll är nationalsporten i Grekland.

## Ligan
Den grekiska högstaligan heter sedan 2006 Grekiska Superligan. I ligan spelar 18 lag där de tre sämsta åker ur. Det lag som har vunnit ligan flest gånger är Olympiakos som har 47 titlar. Två andra framgångsrika lag i ligan är Panathinaikos (20 titlar) och AEK Aten (13 titlar).

## Cuperna
De nationella cuperna i Grekland är Grekiska cupen och Grekiska supercupen. I Supercupen spelar vinnaren i ligan mot vinnaren i cupen.

## Europacuperna
Från den grekiska ligan kvalificerar sig 1:an direkt till Champions League. Olympiakos blev det första och enda grekiska laget att lyfta en UEFA-trofé, vann Uefa Conference League säsongen 2023–24 och besegrade Fiorentina i finalen. Dessutom hade Olympiakos ungdomslag vunnit UEFA Youth League under samma säsong och slog AC Milan i finalen.

## Landslag

### Herrar
Det grekiska herrlandslaget grundades 1926 och har kvalificerat sig till VM tre gånger (1994, 2010 och 2014) och har kvalificerat sig till EM fyra gånger (1980, 2004, 2008 och 2012). 2004 chockade man Europa och vann EM. Detta efter att Angelos Charisteas gjort Greklands enda mål, 1-0 mot värdlandet Portugal.

### Damer
Greklands damlandslag spelade sin första landskamp den 3 juli 1991 i en 6-0-förlust mot Italien. Laget har inte kvalificerat sig för något VM eller EM.